# پدرخوانده (مجموعه تلویزیونی ۱۳۸۴)
پدرخوانده یک مجموعه تلویزیونی محصول سال ۱۳۸۶–۱۳۸۴ به کارگردانی، نویسندگی و تهیه‌کنندگی محمدرضا ورزی می‌باشد که از شبکه یک پخش شد.
داستان این مجموعه در سه بخش اتفاق می‌افتد. بخش اول مربوط به آغاز سلطنت محمدرضا پهلوی تا سال ۱۳۳۸ و ملی شدن صنعت نفت است. همچنین بخش دوم نیز روایتگر ماجراهای سال ۱۳۳۹ تا ۱۳۵۰، قیام ۱۵ خرداد ۱۳۴۲، تبعید سید روح‌الله خمینی، قانون کاپیتولاسیون و دوران نخست‌وزیری اسدالله اعلم و امیرعباس هویدا است. ناصر طهماسب مدیریت دوبلاژ این مجموعه را عهده‌دار است.

## بازیگران
| بازیگر               | نقش                |
| احمد نجفی            | شاپور ریپورتر      |
| امیر مهدی کیا        | محمدرضا شاه پهلوی  |
| اصغر معینی           | محمد مصدق          |
| ناصر خاوری           | حسین فردوست        |
| محمد ابهری           | امیرعباس هویدا     |
| سعید امیرسلیمانی     | اسدالله علم        |
| محمد حاج حسینی       | ابوالقاسم کاشانی   |
| میرطاهر مظلومی       | شعبان جعفری        |
| خسرو فرخزادی         | ویلیام سالیوان     |
| محمد ساربان          | هندرسون            |
| یلدا قشقایی          | ثریا اسفندیاری     |
| شراره درشتی          | فرح دیبا           |
| حسن کاخی             | حسنعلی منصور       |
| حسن رضیانی           | تیمسار احمدی       |
| محسن صادقی نسب       | سرهنگ نصیری        |
| حبیب ثامنیه          | ارتشبد ازهاری      |
| سپند امیرسلیمانی     | اسدالله علم(جوانی) |
| محمدرضا صمیمی        | جعفر شریف امامی    |
| مریم رحیمی           | اشرف پهلوی         |
| فریده دریامج         | تاج الملوک         |
| لیلا بلوکات          | شمس پهلوی          |
| بهرام زاهدی          | سپهبد زاهدی        |
| اصغر ضرابی           | کرمیت روزولت       |
| اصغر امیدوار خرم     | ژنرال هایزر        |
| سعید مقدم منش        | ارتشبد قره باغی    |
| شادی جلیلیان         | فروغ               |
| اتابک نادری          | سرتیپ دفتری        |
| حبیب ثامنیه          | تیمسار پاکروان     |
| محمدرضا مومنی        | دکتر فاطمی         |
| محسن صادقی نسب       | اصغر خفه           |
| امیر نیک یار         | دکتر بقایی         |
| حسین باقریان         | سرهنگ ممتاز        |
| انوشیروان آتشی       | ناصر مقدم          |
| مرتضی حسینی راد      | جمال امامی         |
| سهیل میرسپاسی        | علی مظاهری         |
| ظفر گرایی            | لرد ویکتور روچیلد  |
| حسین نورعلی          | ارتشبد اویسی       |
| مظفر شمس کاظمی       | جرج کندی           |
| مریم کاویانی         | اندیشه             |
| عبدالرضا زهره کرمانی | آرمان مظاهری       |
| الگا کانیاسوا        | کریستین جونز       |